# Free Software Foundation Europe
Free Software Foundation Europe, česky Evropská nadace pro svobodný software, zkratka FSFE, je právnická osoba na podporu na projektu GNU a jiného svobodného software.
FSFE byla založena 10. března 2001. Aktivně podporuje vývoj svobodného software a rozšíření systémů založených na GNU, jakým je např. GNU/Linux. Za účelem zajištění politické a sociální budoucnosti svobodného software také poskytuje místo pro dialog mezi politiky, právníky a novináři.